# Монторио ней Френтани
Монто̀рио ней Френта̀ни (на италиански: Montorio nei Frentani, на местен диалект Mëndorië, Мъндориъ) е село и община в Южна Италия, провинция Кампобасо, регион Молизе. Разположено е на 654 m надморска височина. Населението на общината е 474 души (към 2010 г.).